# 老本语
老本语或老本语（自称：mo21 taŋ21 sa51˩）是一种在中国云南省广南县黑支果乡龙滩村由6个人使用的高度濒危的缅彝语群。老本语和矛部语亲缘关系紧密。